# Monument corègic de Nícies
El Monument corègic de Nícies és un edifici commemoratiu construït a l'Acròpolis d'Atenes el 320-319 abans de la nostra era per a commemorar el coreg Nícies, fill de Nicodem. Era entre el Teatre de Dionís i l'Estoa d'Èumenes, en que es conserven els seus fonaments juntament amb elements fragmentaris de l'estructura. Com els altres monuments coreogràfics d'Atenes, es destinava a sostenir el trípode de bronze dedicat a Dionís o Apol·lo, en nom del guanyador dels concursos lírics o dramàtics.
Es construí en forma de temple grec dòric hexàstil, amb un naos quadrat, i podria haver estat acabat amb el trípode premiat de les Dionísies. El monument fou desmantellat en algun moment de l'Antiguitat tardana i la maçoneria la reutilitzaren en la Porta Beulé.

## Arqueologia
El 1889 Wilhelm Dörpfeld proposà un emplaçament a la zona de l'Odèon d'Herodes Àtic per als fonaments de l'edifici, idea que fou descartada. Aquesta identificació es va utilitzar llavors com a terminus davant quem per a la destrucció del monument corègic i la construcció de la Porta Beulé abans de la construcció de l'Odèon a mitjan segle ii. Wiliam Dinsmoor n'identificà el jaciment al 1910.
La major part de les restes conservades del monument corègic, en particular la seua inscripció, es van construir més tard a la part central de la Porta Beulé, descoberta per Charles Ernest Beulé al 1852. Aquestes restes, les va estudiar per primera vegada el 1885 Dörpfeld.
Es desconeix la data exacta de la destrucció del monument, però Dinsmoor creu que coincidiria amb la demolició de l'Estoa d'Èumenes a la fi del període sota Roma, abans de la reconstrucció del Teatre de Dionís per Fedre en el segle III o IV.

## Monuments corègics
Dos dels principals monuments corègics que han sobreviscut (Monument de Tràsil i el de Nícies) pertanyen al període de govern oligàrquic sota la regència de Macedònia, i deu ser significatiu que no es troben pas al Carrer dels Trípodes, on es col·locaven la majoria de premis i monuments corègics. L'ostentosa exhibició de riquesa i prestigi que representen podria ser un intent de promoure les carreres polítiques dels coregs i, com a tal, impulsà la llei sumptuària de Demetri de Falèron.

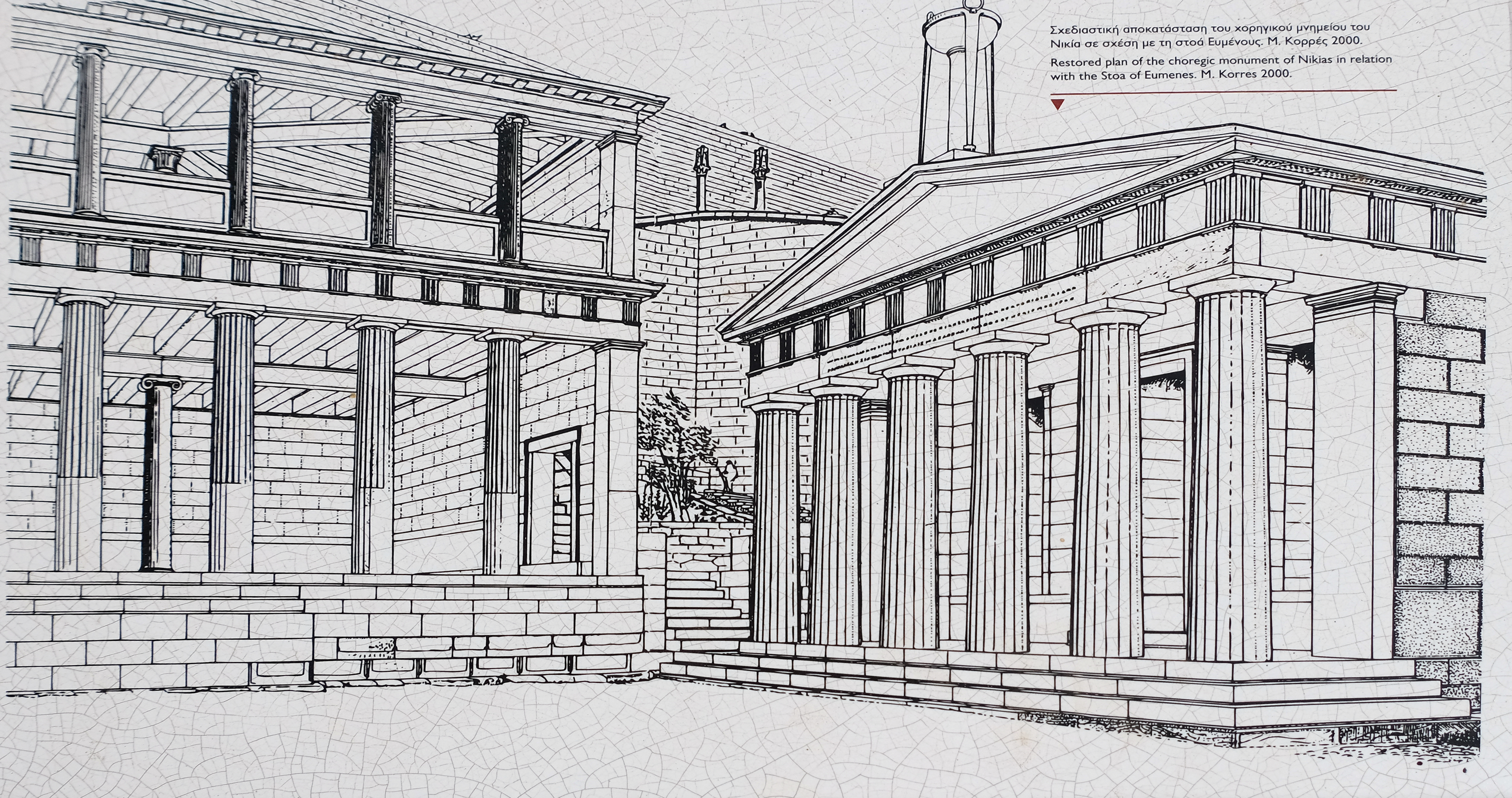
Reconstrucció (a la dreta) tal com podria haver aparegut cap a 160 ae
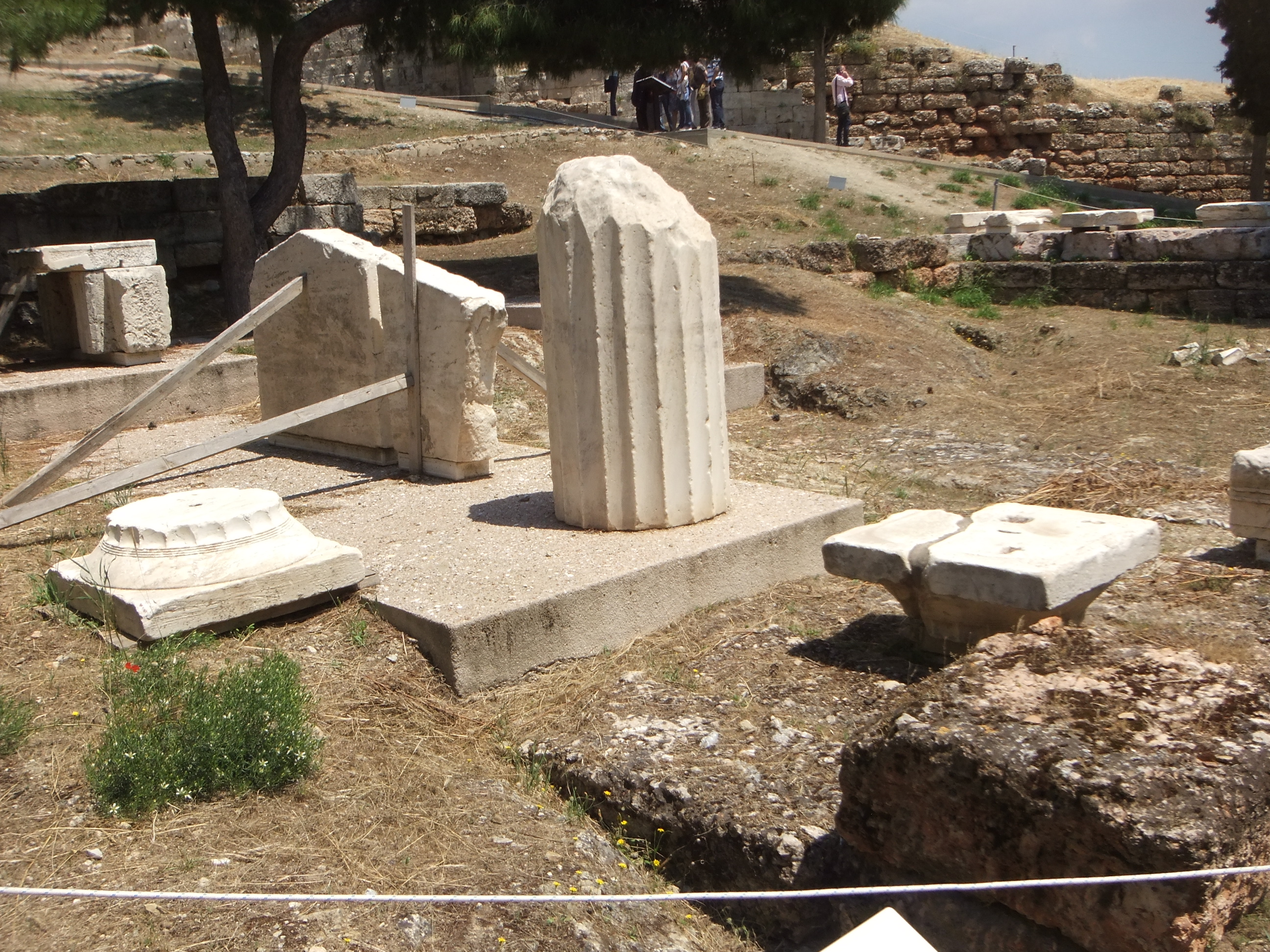
Restes actuals
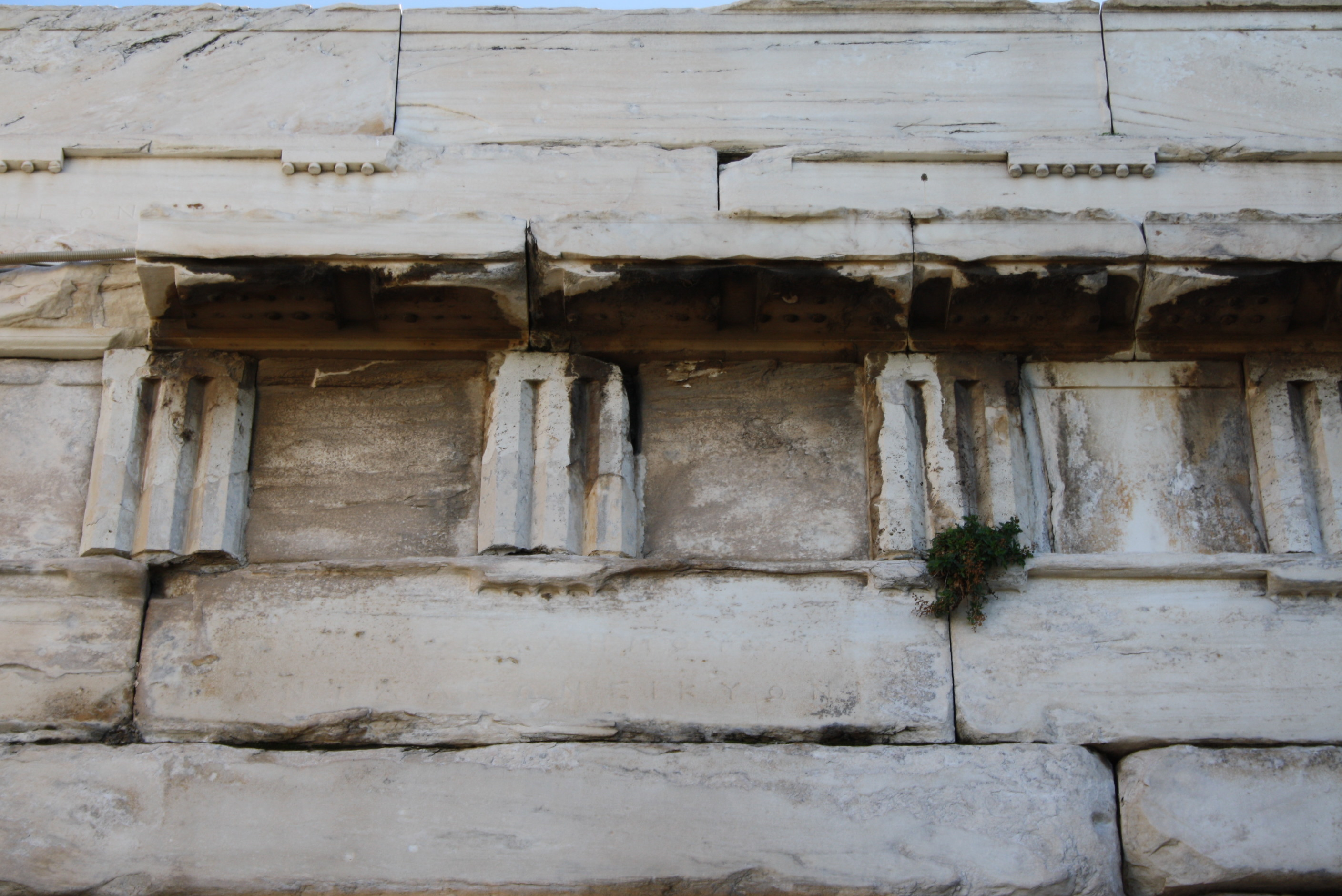
Arquitrau del monument corègic situat a la Porta Beulé
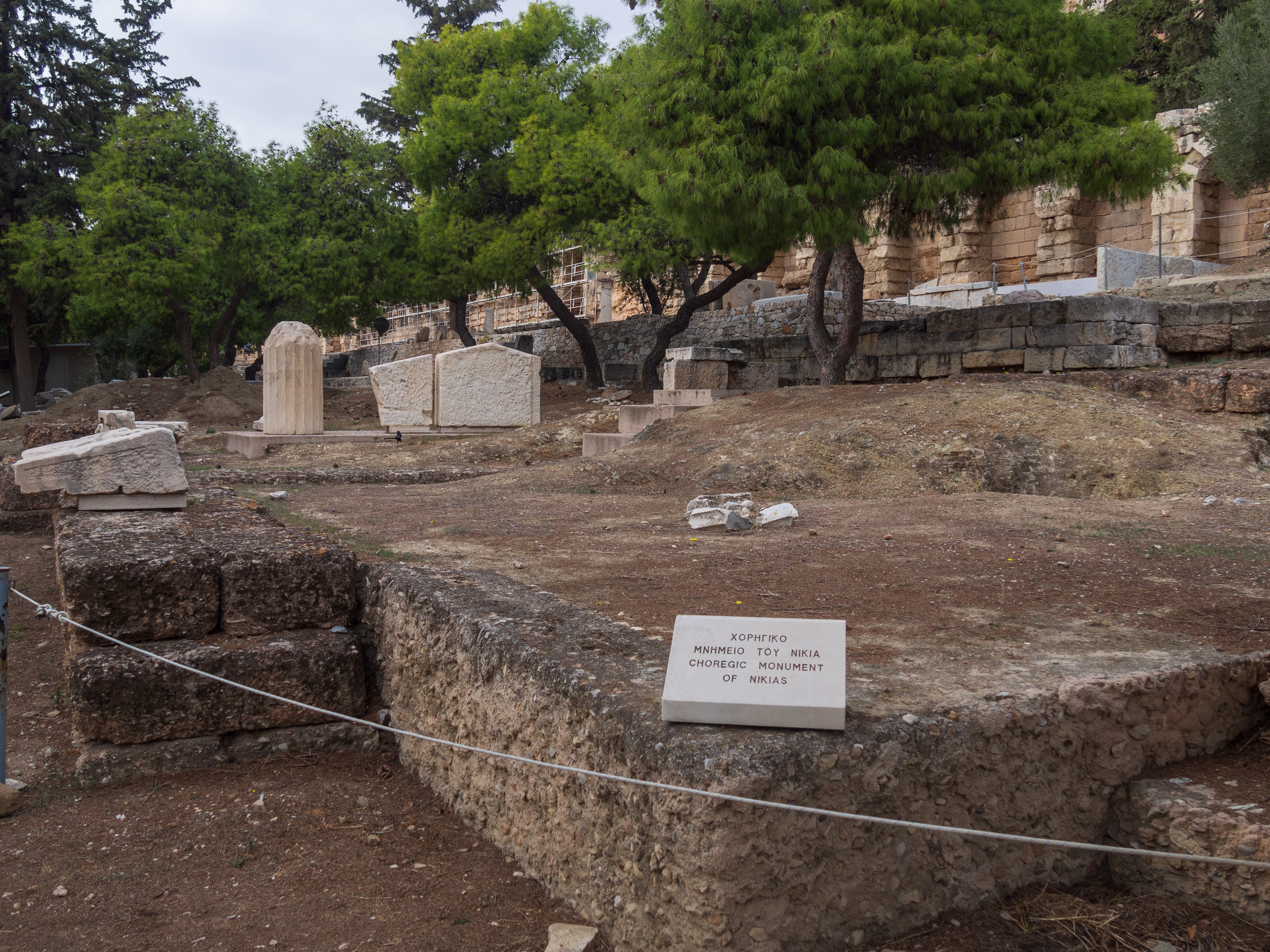
Emplaçament del monument